# Aspila peltigera
Aspila peltigera là một loài bướm đêm trong họ Noctuidae.

## Hình ảnh

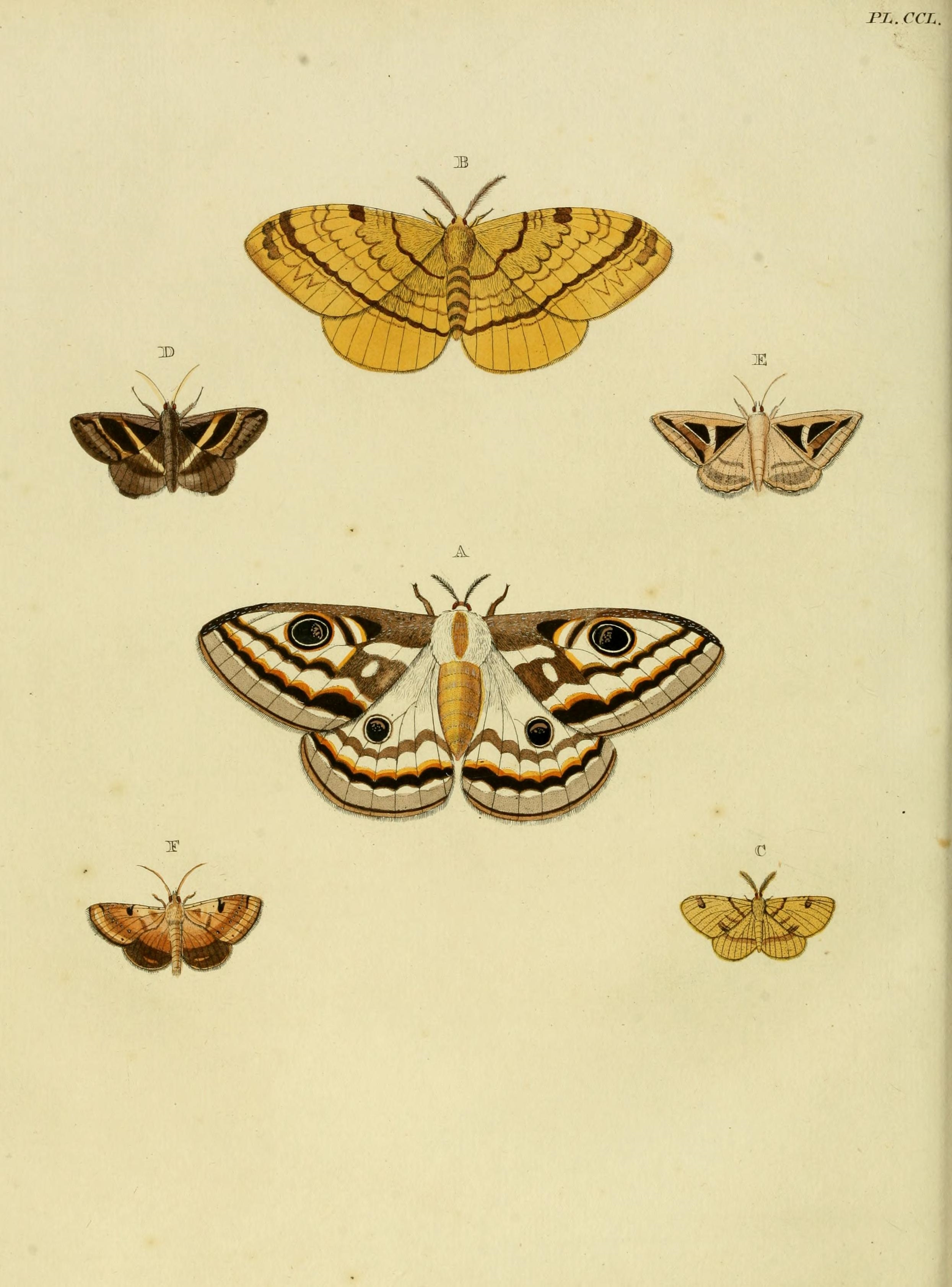